# The Man Behind the Curtain (film 1916)
The Man Behind the Curtain è un film muto del 1916 diretto da Cortland Van Deusen (come Courtlandt J. Van Deusen) per la Vitagraph Company of America. Aveva come interpreti Lillian Walker, Evart Overton, Templar Saxe, William R. Dunn, Bobby Connelly, Monte Blue.

## Trama
Sperando di essere assunta, Edna Hall si presenta per un colloquio di lavoro in casa del signor Stanhope. Ma, appena entrata in biblioteca, vi scopre il cadavere del padrone di casa. Da dietro una cortina emerge il signor Gardner che le dice che senza alcun dubbio la polizia penserà a lei come l'assassina. Per salvarsi, la giovane fugge via.
Passa qualche tempo: Edna si è sposata ma un giorno scopre che Harry, il marito, è il figlio che Stanhope aveva avuto dalla prima moglie. Quando Harry, che crede colpevole dell'omicidio la donna fuggita dalla scena del delitto, scopre che questa non è altri che sua moglie, caccia fuori di casa Edna. Lei, allora, decide di indagare per scoprire il vero assassino. Sospettando che questi sia Gardner, comincia a frequentarlo, facendogli credere di essere innamorata di lui. Riesce quindi a farlo confessare e a farlo arrestare. Recuperata la sua onorabilità, Edna si riconcilia con il marito.

## Produzione
Il film fu prodotto dalla Vitagraph Company of America.

## Distribuzione
Il copyright del film, richiesto dalla Vitagraph Co. of America, fu registrato il 17 maggio 1916 con il numero LP8305.
Distribuito dalla V-L-S-E, il film uscì nelle sale cinematografiche statunitensi il 19 giugno 1916.
Non si conoscono copie ancora esistenti della pellicola che viene considerata presumibilmente perduta.